# Liste der Baudenkmäler in Aachen-Eilendorf
Die Liste der Baudenkmäler in Aachen-Eilendorf enthält die denkmalgeschützten Bauwerke auf dem Gebiet des Stadtbezirks Aachen-Eilendorf in Nordrhein-Westfalen (Stand: 27. September 2016). Diese Baudenkmäler sind in der Denkmalliste der Stadt Aachen eingetragen; Grundlage für die Aufnahme ist das Denkmalschutzgesetz Nordrhein-Westfalen (DSchG NRW).

## Denkmäler
Diese Teilliste der Liste der Baudenkmäler in Aachen umfasst alphabetisch nach Straßennamen sortiert die Baudenkmäler auf dem Gebiet der 1972 nach Aachen eingemeindeten Gemeinde Eilendorf, heute Aachener Gemarkung und Stadtbezirk Eilendorf.
| Bild                       | Bezeichnung                   | Lage                                      | Beschreibung | Bauzeit                  | Eingetragen seit | Denkmal- nummer |
| -------------------------- | ----------------------------- | ----------------------------------------- | --- | ------------------------ | ---------------- | --------------- |
| Wohnhaus                   | Wohnhaus                      | Bruchstraße 2 Karte                       | Bruchsteinhaus mit verändertem EG | 19. Jh.                  |                  |                 |
| Wohnhaus                   | Wohnhaus                      | Bruchstraße 12 Karte                      | Backsteinhaus | Ende 19. Jh.             |                  |                 |
| Wohnhaus                   | Wohnhaus                      | Bruchstraße 16 Karte                      | Bruchsteinhaus mit Blausteingewänden; seitlich Stallgebäude | 19. Jh.                  |                  |                 |
| Wohnhäuser                 | Wohnhäuser                    | Bruchstraße 24, 26 Karte                  | Bruchstein-Doppelhaus mit Blausteingewänden, HsNr. 24 mit Tordurchfahrt | 19. Jh.                  |                  |                 |
| Wohnhaus                   | Wohnhaus                      | Bruchstraße 30 Karte                      | Backsteinhaus mit Blaustein-Fensterbänken | 2. Hälfte 19. Jh.        |                  |                 |
| Wohnhäuser                 | Wohnhäuser                    | Bruchstraße 32, 34 Karte                  | Bruchsteinhaus mit zugemauerter Tordurchfahrt linke Achse | 19. Jh.                  |                  |                 |
| Wohnhaus                   | Wohnhaus                      | Bruchstraße 36 Karte                      | Backsteinhaus | Ende 19. Jh.             |                  |                 |
| Wohnhaus                   | Wohnhaus                      | Bruchstraße 40 Karte                      | Backsteinhaus mit Jahreszahl in Eisenankern | 1903                     |                  |                 |
| Wohnhaus                   | Wohnhaus                      | Bruchstraße 42 Karte                      | Bruchsteinhaus mit Tordurchfahrt rechte Achse | 19. Jh.                  |                  |                 |
| Wohnhaus                   | Wohnhaus                      | Bruchstraße 58 Karte                      | Backsteinhaus mit Blausteingewänden, rechte Achse übergiebelt | Ende 19. Jh.             |                  |                 |
| Wohnhaus                   | Wohnhaus                      | Bruchstraße 60 Karte                      | Zweiflügeliger Bruchsteinhof | 1823                     |                  |                 |
| Wohnhäuser                 | Wohnhäuser                    | Bruchstraße 62–64, 66 Karte               | Bruchstein-Winkelhof mit giebelständigem Wohnhaus und Wirtschaftsflügel, datiert nach Eisenankern | 1764                     |                  |                 |
| Wohnhaus                   | Wohnhaus                      | Brückstraße 1 Karte                       | |                          |                  |                 |
| Wohnhaus (Teile)           | Wohnhaus (Teile)              | Brückstraße 57–59 Karte                   | Backsteinhaus mit Blausteingewänden | Mitte 19. Jh.            |                  |                 |
| Wohnhaus                   | Wohnhaus                      | Brückstraße 63 Karte                      | Backsteinhaus mit Blausteingewänden, datiert lt. Eisenankern; linksseitig jüngerer Anbau | 1849                     |                  |                 |
| Wohnhaus                   | Wohnhaus                      | Brückstraße 67 Karte                      | Zweiflügeliger Rest einer ehemals vierflügeligen Anlage; Bruch- und Backsteinbauweise, | 1810                     |                  |                 |
| Wohnhaus                   | Wohnhaus                      | Brückstraße 69 Karte                      | Backsteinhaus mit Quaderputz im EG | Ende 19. Jh.             |                  |                 |
| Wohnhaus (Teile)           | Wohnhaus (Teile)              | Brückstraße 73 Karte                      | Backsteingebäude auf Blausteinsockel | 1859                     |                  |                 |
| Wohnhaus                   | Wohnhaus                      | Heckstraße 25 Karte                       | ehemaliger „Fronhof“; dreiflügeliger Bruchsteinhof auf altem Kern, 1851 Umbau der Scheune zum Wohnhaus, alte Hofmauer mit Schießscharten; | 1551/1881                |                  |                 |
| Wohnhaus (Teile)           | Wohnhaus (Teile)              | Heckstraße 53 Karte                       | Frontseitig weiß geschlämmtes Backsteinhaus, Figurennische über rechtes EG-Fenster | 2. Hälfte 19. Jh.        |                  |                 |
| Wohnhaus                   | Wohnhaus                      | Heckstraße 56 Karte                       | Bruchsteinhaus mit Backsteingewänden | Ende 19. Jh.             |                  |                 |
| Wohnhaus                   | Wohnhaus                      | Heckstraße 71 Karte                       | Bruchstein-Hofanlage, datiert lt. Eisenankern | 802                      |                  |                 |
| Wohnhaus                   | Wohnhaus                      | Heckstraße 89 Karte                       | Bruchsteingebäude, Giebelseite neu verkleidet, datiert lt. Eisenankern | 1854                     |                  |                 |
| Wohnhäuser                 | Wohnhäuser                    | Heckstraße 95–97, 99 Karte                | Gebäudeensemble aus Bruchstein, ein giebelständiger Trakt, daneben ein gleichhoher Traufanbau | 19. Jh.                  |                  |                 |
| Wohnhaus                   | Wohnhaus                      | Heckstraße 111 Karte                      | Dreiflügeliger Bruchsteinhof mit Backstein- und Blausteingewänden | 1774/1797                |                  |                 |
| Wohnhaus                   | Wohnhaus                      | Heckstraße 127 Karte                      | Backsteingebäude, datiert im Keilstein im Türsturz, über Tür Figurennische in Blaustein, zugehörig ältere Bruchsteinscheune | 1895                     |                  |                 |
| Wohnhaus                   | Wohnhaus                      | Heckstraße 141 Karte                      | Wohnstallhaus in Bruchstein, rechtsseitig verlängert um eine weitere Achse mit Tür und eine Toreinfahrt mit Backsteingewänden; rückwärtige Gebäude verändert | 1857                     |                  |                 |
| Gebäude                    | Gebäude                       | Kaiserstraße 57, 59 Karte                 | ehemalige Volksschule | 1909                     |                  | 3633            |
| „Villa Kuckelkorn“         | „Villa Kuckelkorn“            | Kalkbergstraße 53 Karte                   | herrschaftliches Backsteinhaus mit neobarocken Stuckelementen; Mittelachse risalitartig betont und mit Balkon auf Säulen; 1986 grundlegend restauriert | Ende 19. Jh.             |                  |                 |
| Wohnhaus                   | Wohnhaus                      | Kalkbergstraße 61 Karte                   | Wohnstallhaus in Bruchstein, datiert auf Eisenankern | 1885                     |                  |                 |
| weitere Bilder             | Kath. Pfarrkirche St. Severin | Kirchfeldstraße Karte                     | Erbaut im neuromanischem Stil nach Plänen von Heinrich Wiethase und August Essenwein. Erst 1908 wurde der Turm nach Plänen von Heinrich van Kann vollendet. Dreischiffige neoromanische Bruchsteinbasilika mit polygonalem Chor, zwei Querschiffen und Westturm mit Wappen von Hyazinthus von Suys, Abt der Reichsabtei Kornelimünster, und der Jahreszahl 1714. | 1864–1869                |                  |                 |
| Wohnhaus (Teile)           | Wohnhaus (Teile)              | Kirchplatz 1 Karte                        | Vierachsiges Wohnhaus mit zweigeschossigem Vorbau an der vierten Achse | 2. Hälfte 19. Jh.        |                  |                 |
| Wohnhaus                   | Wohnhaus                      | Kirchplatz 2 Karte                        | Zweigeschossiges fünfachsiges Wohnhaus, Verputzung Anfang 20. Jh. | Mitte 19. Jh.            |                  |                 |
| Wohnhaus                   | Wohnhaus                      | Kirchplatz 4 Karte                        | ehemalige Nirmer Schule; zweigeschossiges, siebenachsiges weiß geschlämmes Backsteingebäude | Ende 19. Jh.             |                  |                 |
| Wohnhaus (Teile)           | Wohnhaus (Teile)              | Kirchplatz 5/6 Karte                      | T-förmiges Bruchsteinhaus | 1810                     |                  |                 |
| Kriegerdenkmal (Eilendorf) | Kriegerdenkmal (Eilendorf)    | Marienstraße bei St. Severin Karte        | erbaut nach Plänen von Fritz Neumann zur Erinnerung an die Gefallenen des Ersten Weltkrieges; Backsteinmauer mit fünf Rundbogennischen, davor auf dem Sockel der heilige Sebastian in der Pose eines sterbenden Kriegers | 1927                     |                  | 3644            |
| weitere Bilder             | Wohnhaus                      | Marienstraße 58 (Hauptgebäude) Karte      | Bruchsteinkomplex, datiert lt. Eisenanekner auf das Jahr 1659; Erweiterungen und Ausbau Stichbogenfenster im 19. Jh, im Türkeilstein eingraviert die Jahreszahl 1823 | 1659/1823                |                  |                 |
| Wohnhaus                   | Wohnhaus                      | Marienstraße 60 (linker Flügel) Karte     | Giebelständiges Bruchsteingebäude, datiert lt Eisenankern auf das Jahr 1622; Erweiterungen und Umbau Stichbogenöffnungen im 19. Jh., linksseitiger Fachwerkanbau; in den Türkeilsteinen die Jahreszahlen 1845 und 1846 | 1622                     |                  |                 |
| Wohnhäuser                 | Wohnhäuser                    | Nirmer Platz 2, 4 Karte                   | Dreiflügeliger Hof in Bruchstein und Fachwerk aus dem 17. Jh.; davon ein zweigeschossiges Backsteinhaus in 4:3 Achsen mit Türschlussstein und der Jahreszahl 1786; Anbauten aus dem 19. Jh. | 1673/1786                |                  |                 |
| „Haus Kuckelkorn“          | „Haus Kuckelkorn“             | Nirmer Platz 11 Karte                     | 1986 grundlegend restauriert | 1786                     |                  |                 |
| Schulgebäude               | Schulgebäude                  | Nirmer Straße 28–30 Karte                 | Zweigeschossiges elfachsiges Backsteingebäude, Fenstersimse in Blaustein, Eingangsachse vorgezogen und giebelartig betont | Ende 19. Jh.             |                  |                 |
| Wohnhaus                   | Wohnhaus                      | Nirmer Straße 198 Karte                   | Bruchstein-Winkelhof mit Blausteingewänden; Erweiterungen un Verputzungen im 19. Jh., | 18. Jh.                  |                  |                 |
| weitere Bilder             | „Nirmer Mühle“                | Schuttenhofweg 232 Karte                  | auch „Fingerhuts-“ oder „Vinkenmühle“ genannt (auf Grund der Herstellung von fingerhutähnlichen Metallhülsen für Spinnereien); später Getreidemühle; Mühlengebäude 1832 abgerissen, Mühlenweiher 1920 zugeschüttet | 1572/1640                |                  |                 |
| Wohnhaus                   | Wohnhaus                      | Severinstraße 24 Karte                    | |                          |                  | 3610            |
| weitere Bilder             | Gebäude                       | Severinstraße 97–99 Karte                 | Gebäude aus Backstein, EG Stichbogenfenster; OG Rundbogenfenster; Lisenengliederung, Rundbogenfries, Außenachsen übergiebelt | 2. Hälfte 19. Jh.        |                  |                 |
| „Pannhaus“                 | „Pannhaus“                    | Severinusplatz 5, 7 Karte                 | 1427 erstmals erwähnt; ehemaliges Brauhaus; 1846 grundlegend restauriert | 1622/1846                |                  |                 |
| weitere Bilder             | Wohnhaus                      | Steinstraße 2 II Karte                    | Backsteinhaus mit Blausteingewänden | 2. Hälfte 19. Jh.        |                  |                 |
| Wohnhäuser                 | Wohnhäuser                    | Steinstraße 13, 15 Karte                  | Bruchstein-Doppelhaus mit Blausteingewänden, datiert durch Eisenankern | 1873                     |                  |                 |
| Wohnhaus                   | Wohnhaus                      | Steinstraße 20 Karte                      | im 20. Jh. verändertes und erweitertes Bruchsteinhaus mit Blausteingewänden | 19. Jh.                  |                  |                 |
| weitere Bilder             | Wohnhaus                      | Steinstraße 27 Karte                      | Bruchsteingiebelhaus mit Holzrahmenfenster | 17./18. Jh.              |                  |                 |
| weitere Bilder             | Wohnhaus                      | Steinstraße 28 Karte                      | Bruchsteingiebelhaus mit Traufanbau für Tordurchfahrt, datiert auf Keilstein im Torbogen, Umbaumaßnahmen im 20. Jh. | 1723                     |                  |                 |
| weitere Bilder             | Wohnhaus (Teile)              | Steinstraße 29 Karte                      | Bruchsteingiebelhaus, mehrfach verändert | 18. Jh.                  |                  |                 |
| weitere Bilder             | Wohnhaus                      | Steinstraße 32 Karte                      | Dreiflügelige Bruchstein-Hofanlage, später in Backstein erhöht; datiert auf einem Fenstersturz; heute Versammlungsraum der DPSG | 1765                     |                  |                 |
| Wohnhaus                   | Wohnhaus                      | Steinstraße 39 Karte                      | Bruchsteinhaus mit Blausteingewänden, datiert auf Eisenankern | 1846                     |                  |                 |
| Wohnhaus                   | Wohnhaus                      | Steinstraße 43 Karte                      | Bruchsteinhaus mit Blausteingewänden | 19. Jh.                  |                  |                 |
| weitere Bilder             | Restaurant/Wohnhaus (Teile)   | Von-Coels-Straße 62 Karte                 | „Haus Heß“, diente 1855 als „Barriere“ (Zollhaus) zur Erhebung von „Chaussee-Geldern“ (Maut) für die Benutzung der „Cockerill’schen Straße“; Rest einer vierflügeligen Hofanlage; Wohnhaus in Backstein mit Blausteingewänden und Fensterverschlägen, mehrfach erneuert                                                                                          | Ende 18. Jh.             |                  |                 |
| weitere Bilder             | Wohn- und Geschäftshaus       | Von-Coels-Straße 151 Karte                | Bruchstein-Eckhaus zur Steinstraße, linksseitig später um vier Achsen in Backstein verlängert | 19. Jh.                  |                  |                 |
| Wohnhaus                   | Wohnhaus                      | Von-Coels-Straße 181 Karte                | Giebelständiges Bruchsteinhaus mit Backstein- und Blausteingewänden, datiert auf Türkeilstein | 1821                     |                  |                 |
| Wohnhaus (Teile)           | Wohnhaus (Teile)              | Von-Coels-Straße 183 Karte                | ehemalige Schmiede; 1836 ausgebaut; später bekannt als „Saaltheater Gaststätte Geulen“; siebenachsiges weiß geschlämmtes Bruchsteinhaus mit einachsigem Giebelanbau, mehrfach verändert, datiert auf Torschlussstein | 1648                     |                  |                 |
| Wohnhaus                   | Wohnhaus                      | Von-Coels-Straße 189 Karte                | Bruchsteinhaus mit vorstehenden Backsteingewänden | 19. Jh.                  |                  |                 |
| Wohnhäuser                 | Wohnhäuser                    | Von-Coels-Straße 193, 195 Karte           | HsNr.: 193 Backsteinhaus mit Türgewänden und Fensterbänke aus Blaustein; HsNr.: 195 Bruchsteinhaus auf altem Kern mit Blausteinfenstergewänden, datiert auf Keilstein mit 1752 | 1752 / 1. Hälfte 19. Jh. |                  |                 |
| weitere Bilder             | Wohnhaus (Teile)              | Von-Coels-Straße 197 Karte                | Backsteinhaus mit Fassadenschmuckwerk | 1. Hälfte 19. Jh.        |                  |                 |
| weitere Bilder             | Wohnhaus                      | Von-Coels-Straße 199–201 Karte            | Bruchsteinhaus, Front dreiachsig, davon die rechte mit Giebel, Eingang mit doppelläufiger Freitreppe | 1688                     |                  |                 |
| Wohnhaus                   | Wohnhaus                      | Von-Coels-Straße 204 Karte                | Bruchsteinhof mit Backsteingewänden, Wohnhaus giebelständig | 18./19. Jh.              |                  |                 |
| Wohnhäuser                 | Wohnhäuser                    | Von-Coels-Straße 207, 209, 211, 213 Karte | Gebäudeensemble mit Anbauten in Bruchstein, HsNr. 209 und 211 Winkelhofanlage, datiert auf Portalschlussstein mit der Jahreszahl 1782, restliche Gebäudetrakte im 19. Jh. angebaut | 1782 / 19. Jh.           |                  |                 |
| „Villa Thelen“             | „Villa Thelen“                | Von-Coels-Straße 252–254 Karte            | Backstein-Villa mit Ecktürmchen, Mansarddach und Balkon über Eingang, datiert auf Türschlussstein | 1892                     |                  |                 |
| Wohnhaus (Teile)           | Wohnhaus (Teile)              | Von-Coels-Straße 289 Karte                | Fünfachsiges Bruchsteinhaus mit linksseitiger Verlängerung um drei Achsen, verputzter Sockel, Blausteingewänden, Okulus über Tür, datiert im Türschlussstein | 1722                     |                  |                 |
| Wohnhaus (Teile)           | Wohnhaus (Teile)              | Von-Coels-Straße 320 Karte                | Backsteinhaus, Türgewände und Fensterbänke in Blaustein | Ende 19. Jh.             |                  |                 |
| Wohnhaus                   | Wohnhaus                      | Von-Coels-Straße 344 Karte                | Eingangsgebäude zum Lager von „Baustoffe Boendgen“; Backsteinhaus mit Blausteingewänden | 2. Hälfte 19. Jh.        |                  |                 |
| Wohnhaus (Teile)           | Wohnhaus (Teile)              | Von-Coels-Straße 346 Karte                | Bruchsteinhaus mit Blaustein- und Backsteingewänden | 1796                     |                  |                 |
| Wohnhaus                   | Wohnhaus                      | Von-Coels-Straße 348 Karte                | rot getünchtes Backsteinhaus mit Blausteingewänden, datiert lt. Eisenankern | 1844                     |                  |                 |
| „Alt Bayerhaus“            | „Alt Bayerhaus“               | Von-Coels-Straße 451 Karte                | Bruchsteingebäude mit Blausteingewänden, datiert auf Türschlussstein, rechtsseitiger Scheunenanbau in Bruchstein mit rechteckiger Tordurchfahrt, | 1821                     |                  |                 |
| weitere Bilder             | Apolloniakapelle              | Von-Coels-Straße Karte                    | einzige erhalten gebliebene Kapelle von fünf im Bereich der Pfarre St. Severin; Bruchsteinkapelle mit modernem Dachreiter, Tür mit Blausteingewänden | 1774                     |                  |                 |
| weitere Bilder             | Jüdischer Friedhof            | Von-Coels-Straße Karte                    | Größe 30 m × 15 m; Grabsteine und Fassungen aus heimischem Blaustein. Infolge der nationalsozialistischen Verfolgung 1935 stillgelegt. | um 1860                  |                  |                 |